# Dmitri Murawjow

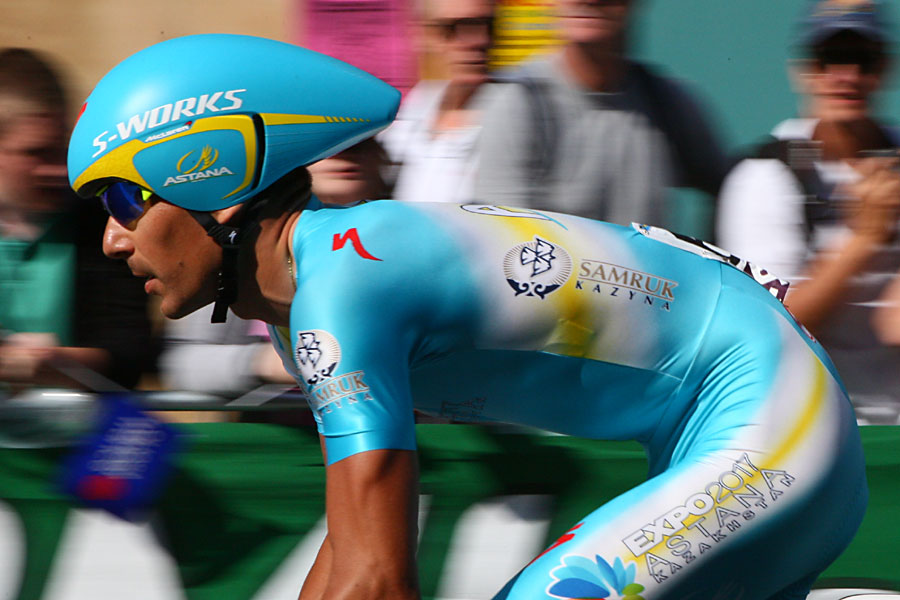
Dmitri Murawjow bei der Tour de France 2013

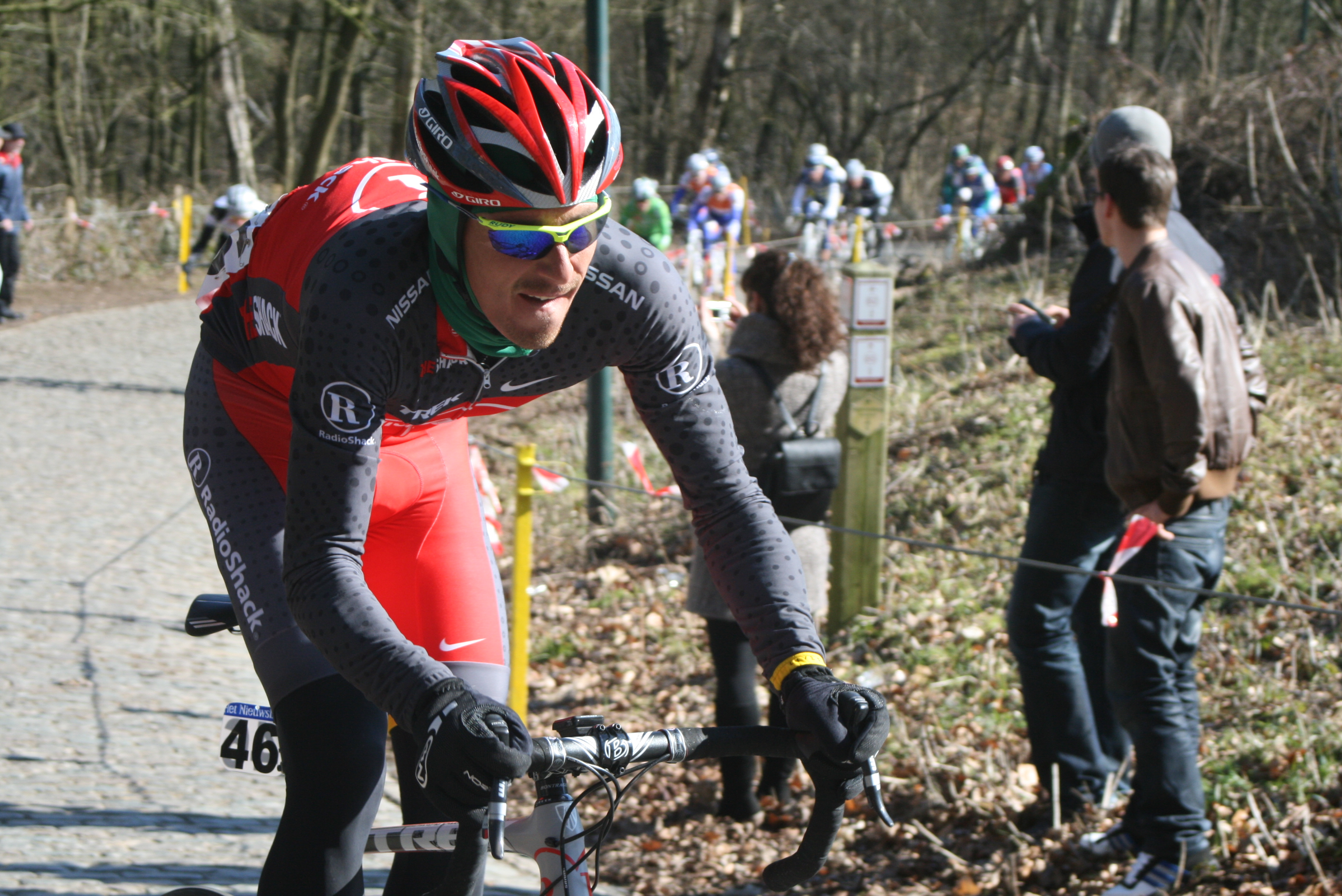
Murawjow bei den Driedaagse van West-Vlaanderen 2010

Dmitri Sergejewitsch Murawjow (russisch Дмитрий Сергеевич Муравьёв; * 2. November 1979) ist ein ehemaliger kasachischer Radrennfahrer.

## Karriere
Murawjow fuhr 2001 als Stagiaire bei Domo-Farm Frites und die Saison darauf in der Nachwuchs-Mannschaft von Mapei-Quick Step. In seinem zweiten Jahr dort konnte er einige Erfolge feiern. Er gewann drei Etappen bei Ruban Granitier Breton und wurde Erster im Gesamtklassement. Wenig später wurde er kasachischer Zeitfahrmeister und gewann zwei Etappen bei der Tour des Pyrénées. 2004 erhielt er einen Profivertrag bei dem französischen Radsportteam Crédit Agricole.
Den einzigen Sieg, den er 2005 einfahren konnte, war sein zweiter kasachischer Zeitfahr-Meistertitel. 2006 fuhr er bei der belgische Mannschaft Jartazi-7Mobile. 2007 wechselte er zum Team Astana. In den Saisons 2010 und 2011 fuhr er für das US-amerikanische Team RadioShack und wechselte dann wieder zum Team Astana. Ende 2014 beendete er seine Radsportlaufbahn.

## Erfolge
2003
- Kasachischer Meister – Einzelzeitfahren

2005
- Kasachischer Meister – Einzelzeitfahren

2009
- Mannschaftszeitfahren Tour de France

## Grand Tours-Platzierungen
| Grand Tour            | 2005 | 2006 | 2007 | 2008 | 2009 | 2010 | 2011 | 2012 | 2013 | 2014 |
| --------------------- | ---- | ---- | ---- | ---- | ---- | ---- | ---- | ---- | ---- | ---- |
| Giro d’ItaliaGiro     | 92   | –    | 51   | –    | –    | –    | –    | –    | –    | –    |
| Tour de FranceTour    | –    | –    | –    | –    | 148  | 148  | 129  | –    | 167  | –    |
| Vuelta a EspañaVuelta | –    | –    | –    | 131  | –    | –    | –    | –    | –    | –    |

## Teams
- 2004 Crédit Agricole
- 2005 Crédit Agricole
- 2006 Jartazi-7Mobile
- 2007 Astana
- 2008 Astana
- 2009 Astana
- 2010 Team RadioShack
- 2011 Team RadioShack
- 2012 Astana Pro Team
- 2013 Astana Pro Team
- 2014 Astana Pro Team